# Wiktoria Quintana Argos
Wiktoria Quintana Argos (ur. 13 maja 1866, zm. 22 sierpnia 1936) – hiszpańska błogosławiona Kościoła katolickiego, tercjarka kapucyńska, męczennica.

## Życiorys
Pochodziła z religijnej rodziny. Wstąpiła do Kapucynek od Świętej Rodziny. W 1936 roku doszło do wybuchu wojny domowej w Hiszpanii. W dniu 22 sierpnia 1936 roku została zabita; miała 70 lat.
Została beatyfikowana w grupie Józef Aparicio Sanz i 232 towarzyszy przez papieża Jana Pawła II 11 marca 2001 roku.